# Lemmenjoki nationalpark

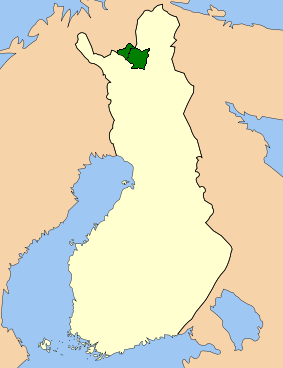
Karta över Lemmenjoki nationalpark som gränsar till Norge och på andra sidan gränsen den norska Anárjohka nationalpark.

Lemmenjoki nationalpark (finska: Lemmenjoen kansallispuisto) är en nationalpark i Lappland. Nationalparken grundades 1956 och ytan är (efter att ha utvidgats vid två tillfällen) 2 850 km². Den är Finlands största nationalpark och har fått sitt namn efter det 80 km långa vattendraget Lemmenjoki, som flyter genom nationalparken.
Lemmenjoki nationalpark gränsar till Norge och den norska Anárjohka nationalpark. Nära nationalparken i norr ligger ödemarksområdet Muotkatunturit, invid den i väster Pulju och Pöyrisjärvi och i sydost Hammastunturi ödemarksområde.
Nationalparkens mittparti består av Lemmenjoki älvdal med ståtliga tallskogar. Älvdalarna i norr och nordväst har en klar nordlig prägel. Uppåt längs älvdalarna övergår tallbestånden till fjällbjörk och kalfjäll. En stor del av parken består av vidsträckta myrmarker, "jänkämyrar". En del av myrarna består av gungfly, en del är palsmyrar, en del vidsträckta öppna aapamyrar. Nordgränsen för granskogens utbredningsområde går genom nationalparken.
Man har grävt guld på området åtminstone sedan början av 1900-talet. På 1940-talet var det en guldrusch med mer än hundra inmutningar. Antalet guldgrävare är idag ungefär lika stort. Grävningen började från 1950-talet till största delen utföras maskinellt. En lagändring som förbjuder maskinell guldgrävning inom nationalparken beslöts 2011 och trädde i kraft 2020. Guldvaskning på traditionellt sätt med handredskap får fortsätta.
Man kan bekanta sig med guldinmutningar av olika ålder via en utprickad led från Ravadaköngäs till Kultahamina ("Guldhamnen"). Ett äldre, också det fortfarande aktivt, guldgrävarområde i samma trakter som nationalparken vid Ivalojoki (nordsamiska Avviljohka), där Kronans station, Ivalojoen kultala, uppfördes under 1870-talet, mellan Lemmenjoki och guldgrävarmuseet i Tankavaara invid Urho Kekkonens nationalpark.

## Bildgalleri

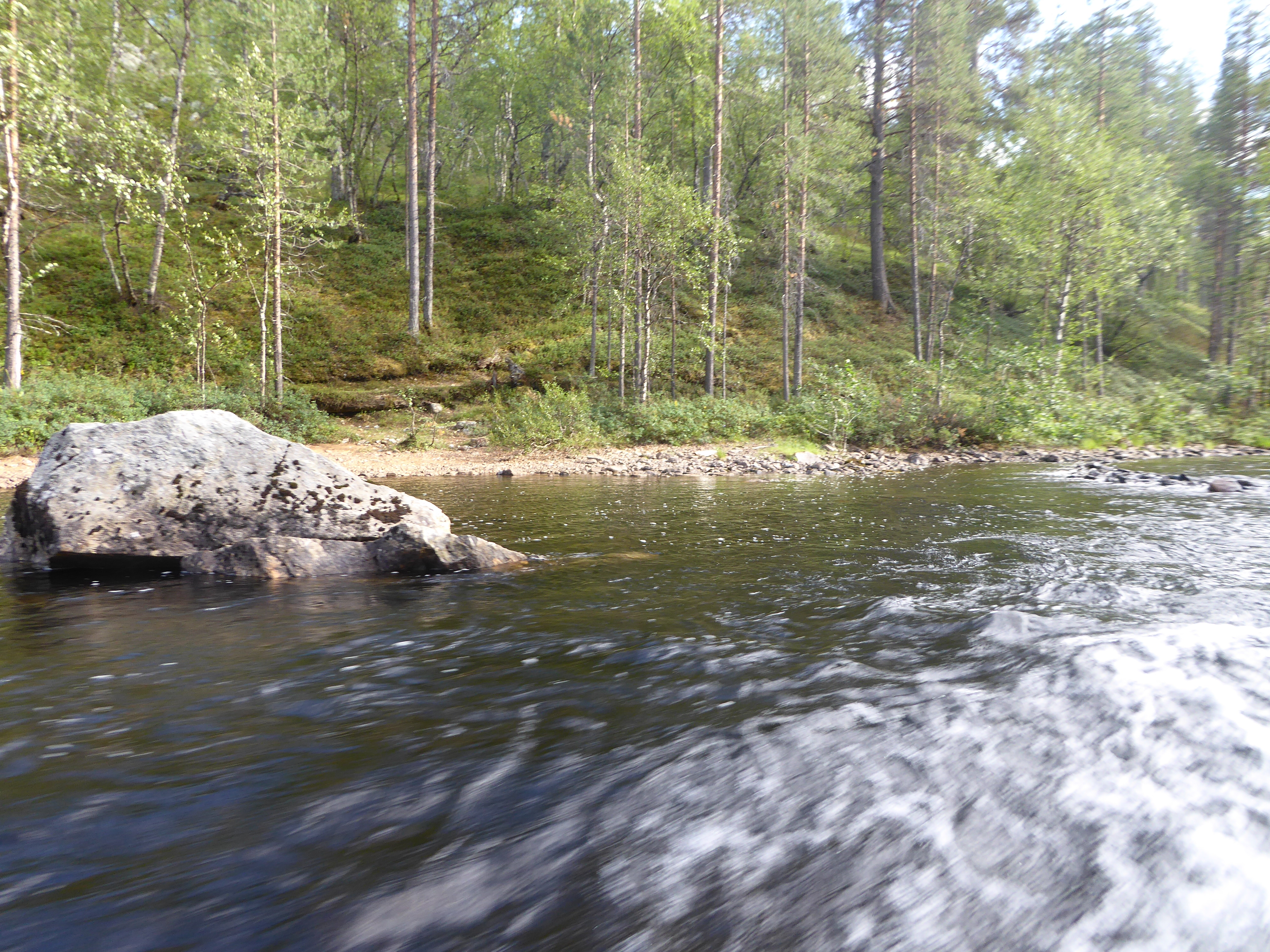
Utsikt från flodbåt.
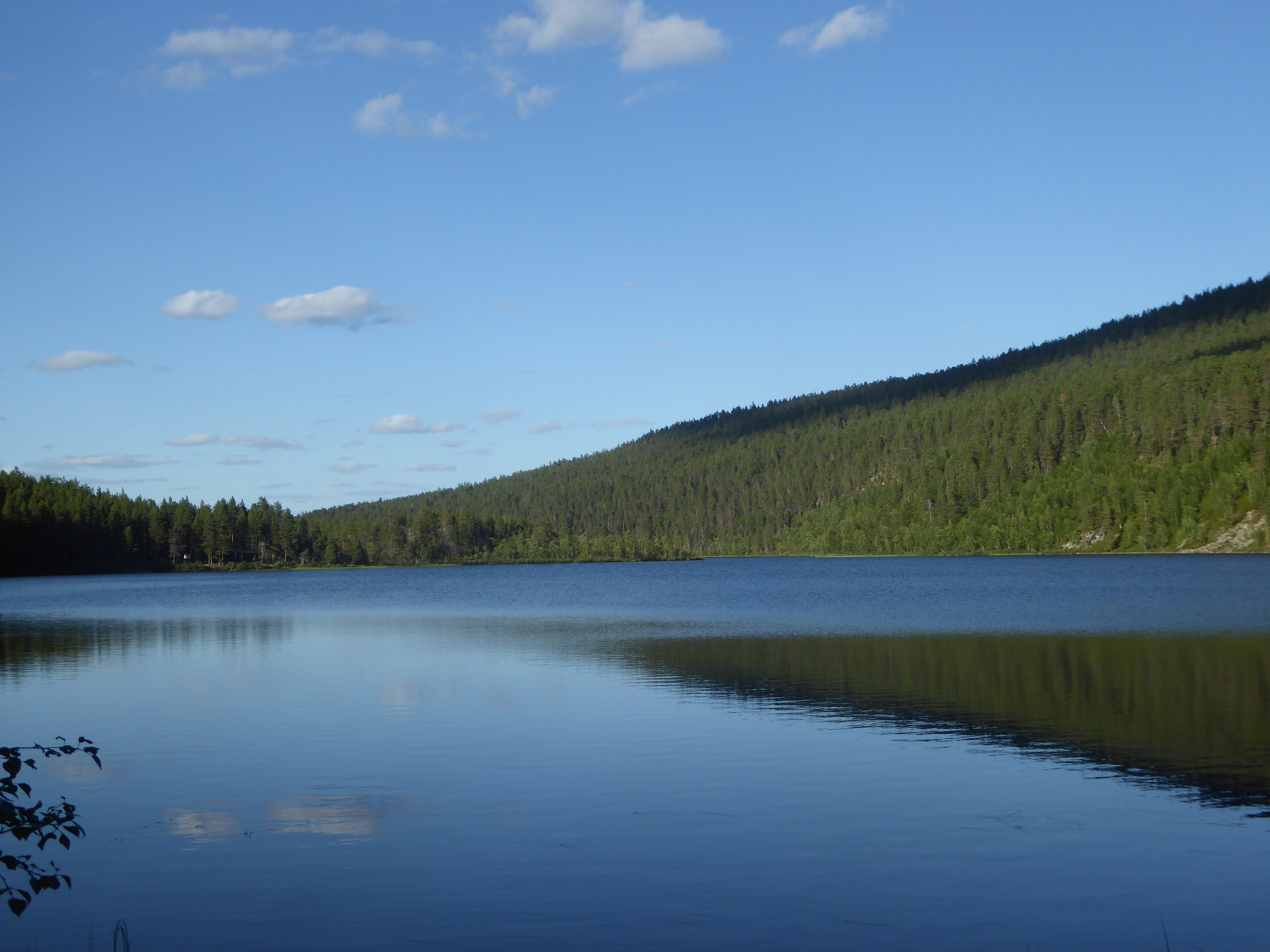
Sjön Rovâdâsjävri i älvdalen.
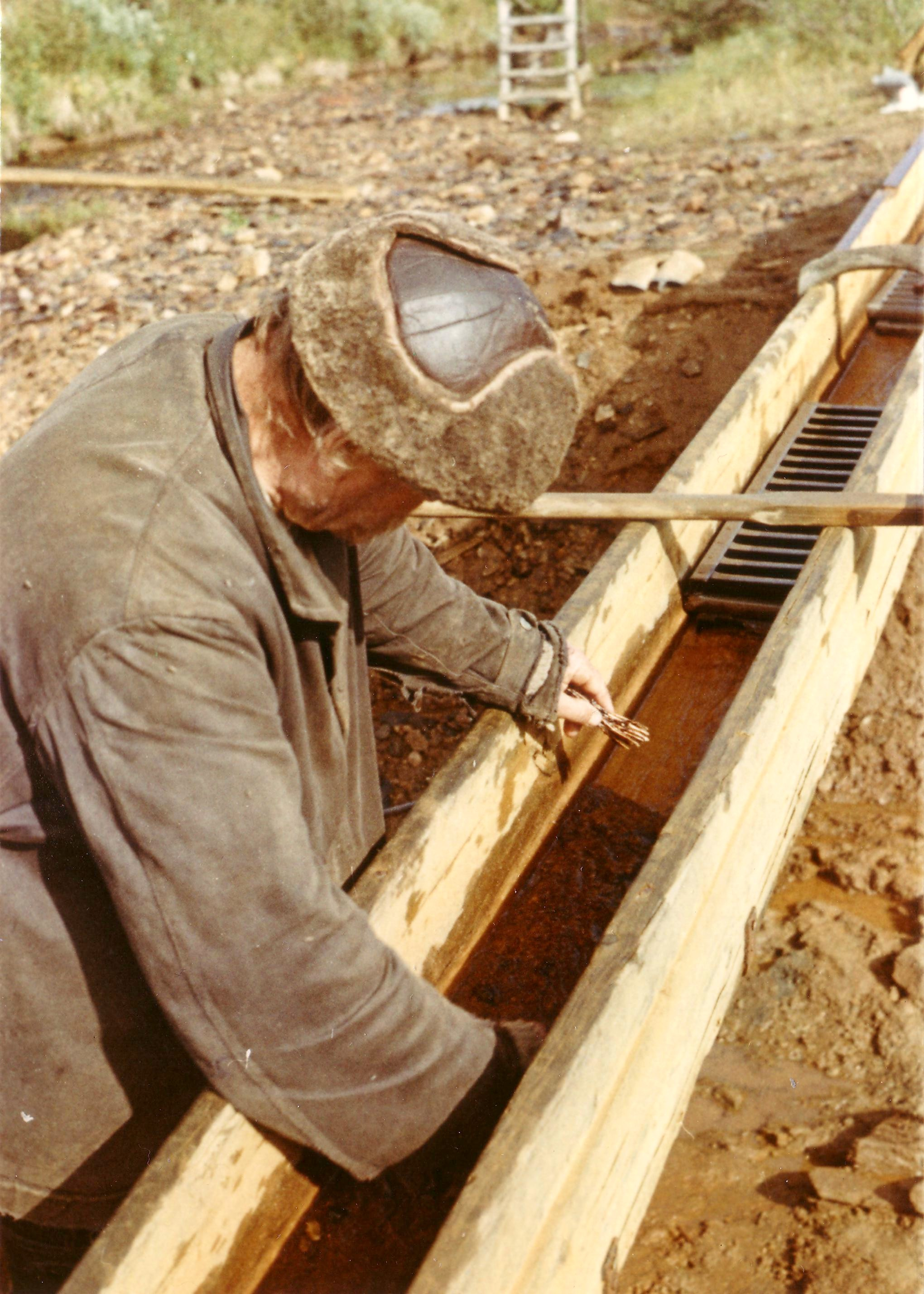
Guldgrävare vid sin ränna.
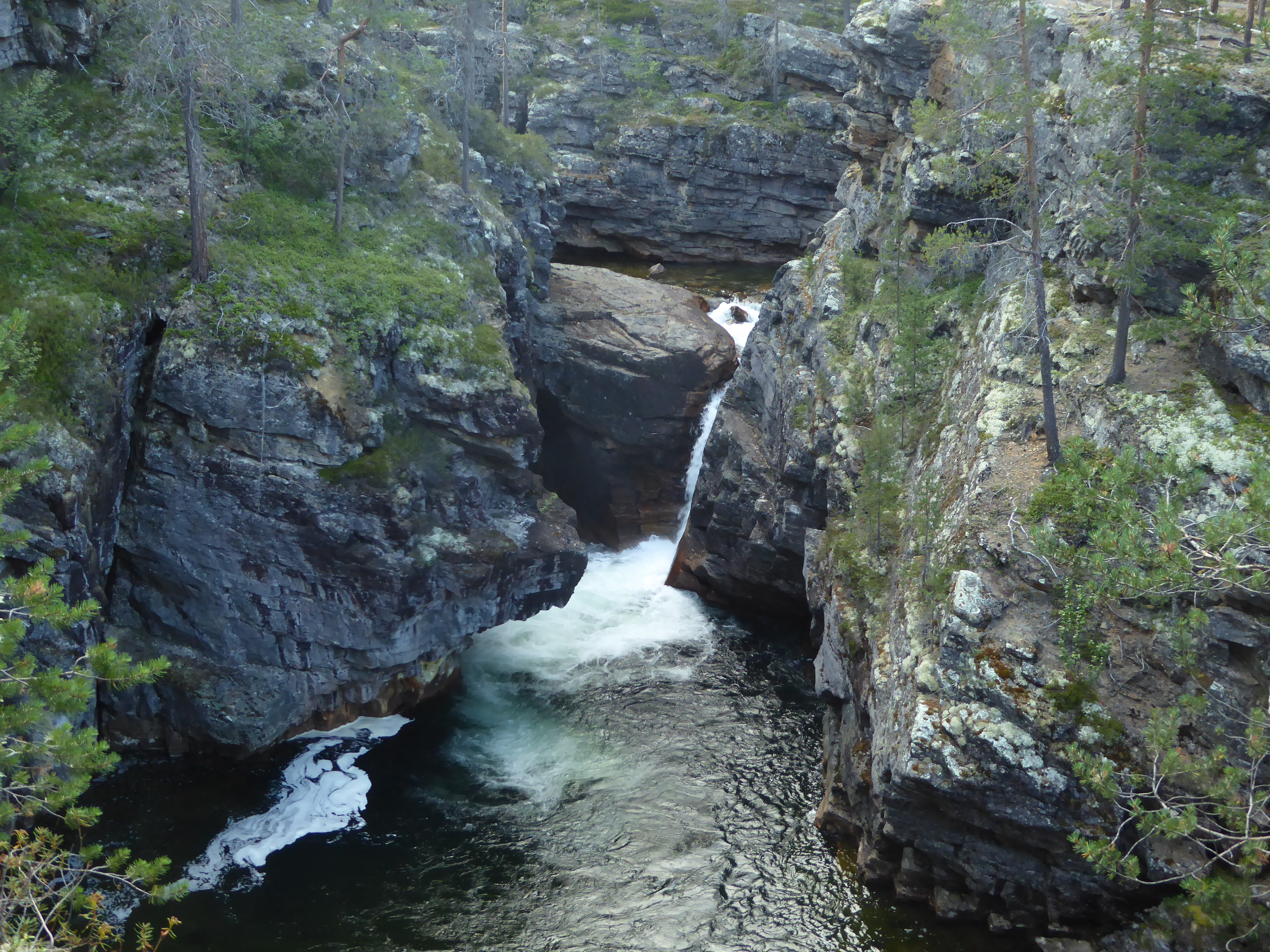
Klyftan vid Ravadasköngäs.
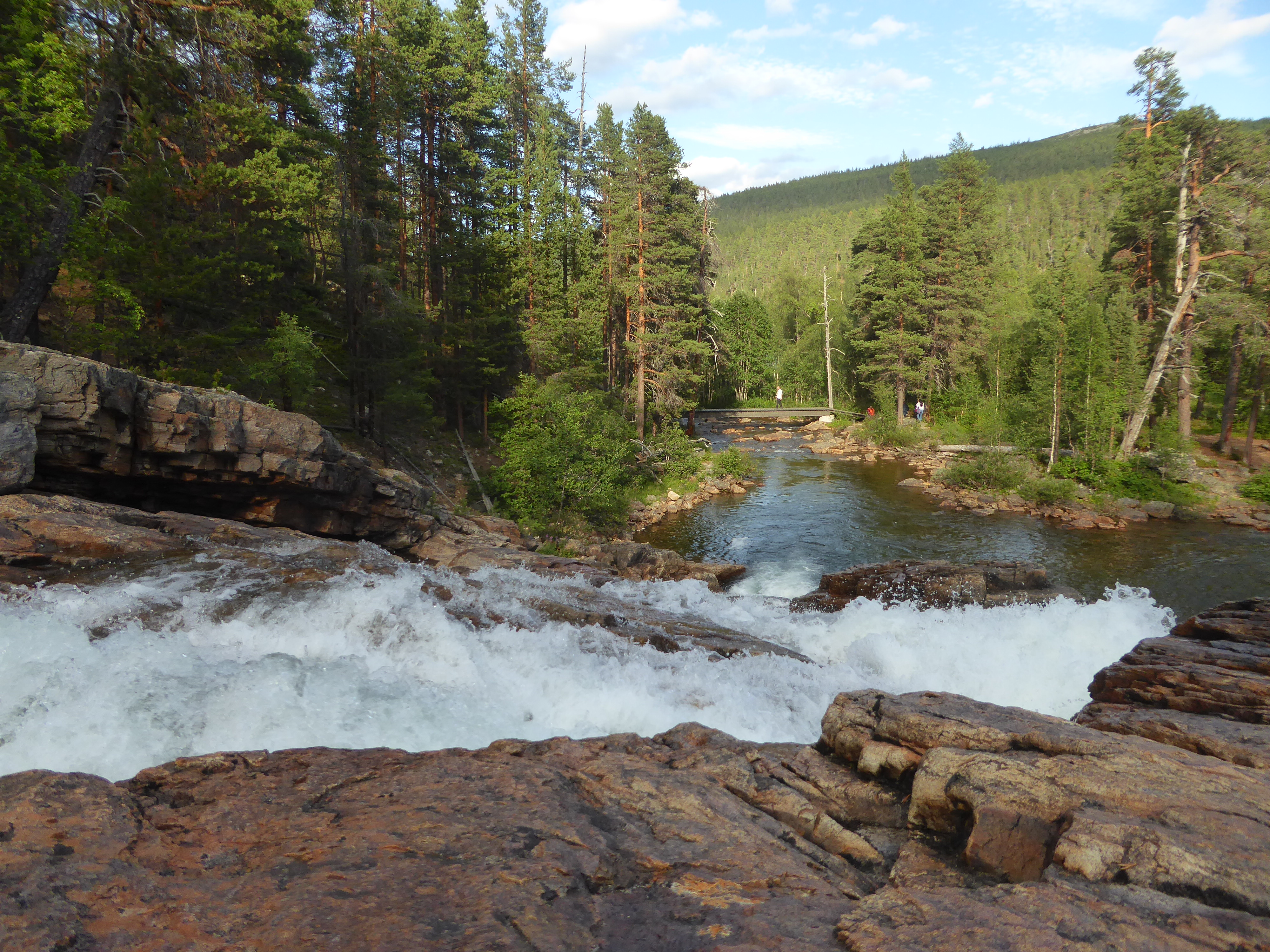
Forsen vid Ravadasköngäs.
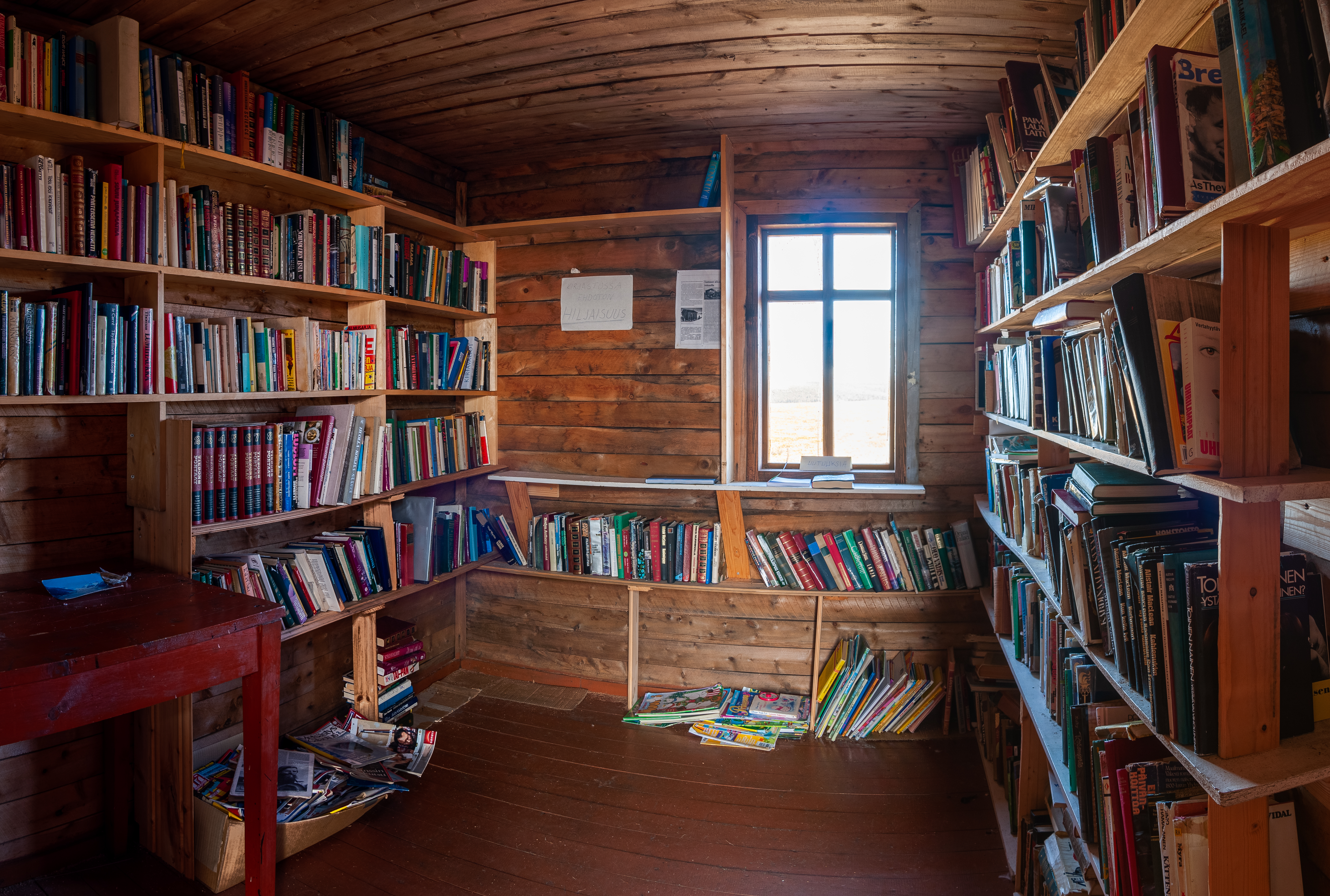
Guldgrävarbiblioteket på fjället Jeageloaivi.